# Aigaleo
Aigaleo este un oraș în zona metropolitană a Atenei, Grecia, cu o suprafață de 6,45 km²

## Populație
| Annul | Populație | Densitate     |
| ----- | --------- | ------------- |
| 1981  | 81.906    | 12.698,6/km²  |
| 1991  | 78.563    | 12.180,31/km² |

## Localități înfrățite
- Reggio Calabria, Provincia Reggio Calabria din  2004